# Falkengren
Falkengren var en svensk adelsätt, som i dess friherrliga rang stavade namnet Falkengréen. Efternamnet har sedan ätten utslocknade upptagits av andra släkter.
Den adliga ätten Falkengren härstammade enligt Gabriel Anreps ättartavlor från Bureätten på fädernet, vilket vederlagts. Äldste kände anfadern var kyrkoherden och prosten i Eskilstuna Sigge Christophersson, vilken härstammade från Småland. Hans son majoren Anders Siggesson adlades 1645 och upptogs på Riddarhuset som adlig ätt nummer 343. Han var gift med sin styvsyster Maria Kula eller Lod som tillhörde samma släkt som Palmstierna och Schillerfelt, och var syster till hans svägerska. Dottern Ebba Catharina blev stammoder till ätten Thewitz. Flera söner var militärer och avled barnlösa. Hans brorsdotter var stammoder till ätten Cederhielm.
Ätten fortlevde med sönerna Abraham och Christoffer Falkengren. Abraham Falkengren var gift med Märta Gyllensting vars mor tillhörde ätten Posse. Denna gren överflyttades till friherrelig rang nr 293 och namnet Falkengréen med sonsonen landshövding Germund Abraham Falkengren år 1771. Denna gren är utslocknad.
Christoffer Falkengren var gift tre gånger men fick bara barn i första äktenskapet med sin syssling Ebba Catharina Schillerfelt som var dotter till Samuel Schillerfelt och Elisabeth Burea, vilka fick två söner och två döttrar. Äldste sonen dog av ett block på skeppet Marstrand år 1703, medan den yngre sonen Abraham Falkengren var amiral och gift med Christina Hammar från Göteborg, och äktenskapet gav en dotter och en son. Sonen Christoffer Falkengren upphöjdes till friherre nr 293 1771 tillsammans med sin släkting ovan, men han slöt själv sin ättegren.